# Porzana nigra
Espèce
Synonymes
- Porzana nigra Miller, 1784
(protonyme)
- Rallus nigra Miller, 1784
(protonyme)

Statut de conservation UICN

 EX  : Éteint
La Marouette de Miller, Râle de Miller ou encore Râle de Tahiti (Zapornia nigra syn. : Porzana nigra) est une espèce éteinte d'oiseaux de la famille des Rallidae.

## Répartition
Cette espèce était endémique de Tahiti.